# Boris Wassiljewitsch Kurtschatow
Boris Wassiljewitsch Kurtschatow (russisch Борис Васильевич Курчатов; * 3. Augustjul. / 16. August 1905greg. in Simski Sawod; † 13. April 1972 in Moskau) war ein sowjetischer Radiochemiker.

## Leben
Kurtschatow war der Sohn eines Geodäten und einer Lehrerin. Bald zog die Familie nach Simferopol um. 1923 begann Kurtschatow das Studium an der chemischen Fakultät der Taurischen Universität in Simferopol, an der bereits sein älterer Bruder Igor studierte. 1924 wechselte er an die Universität Kasan, an der er 1927 das Studium an der chemischen Fakultät abschloss.
Von 1928 bis 1943 arbeitete Kurtschatow als wissenschaftlicher Mitarbeiter im Physikalisch-Technischen Instituts (FTI) der Akademie der Wissenschaften der UdSSR (AN-SSSR, seit 1991 Russische Akademie der Wissenschaften (RAN)) in Leningrad, in dem bereits sein Bruder Igor arbeitete. Zusammen untersuchten sie Dielektrika und Halbleiter. Die Ergebnisse waren die Grundlage für die von Igor Kurtschatow entwickelte Theorie der Seignette-Elektrizität. Boris Kurtschatow untersuchte Festkörpergleichrichter und entwickelte einen Sulfat-Gleichrichter für hohe Stromdichten. 1932 untersuchte Boris Kurtschatow zusammen mit Wladimir Panteleimonowitsch Schuse den Einfluss von Verunreinigungen auf die Temperaturabhängigkeit der Leitfähigkeit von Halbleitern anhand von Kupfer(I)-oxid-Proben mit unterschiedlichen Gehalten von Sauerstoff als Verunreinigung. Sie zeigten, dass bei höheren Temperaturen die Leitfähigkeit unabhängig vom Verunreinigungsgehalt wird. Damit wurde die damalige allgemeine Vorstellung widerlegt, dass reine Halbleiter ohne Verunreinigungen Isolatoren seien. Diese Ergebnisse zitierte Schores Iwanowitsch Alfjorow 2000 in seinem Nobelpreisvortrag.
Ab 1934 war Boris Kurtschatow an Arbeiten zur künstlichen Radioaktivität beteiligt, wobei er mit Mitarbeitern des Radium-Instituts zusammenarbeitete (darunter auch Witali Grigorjewitsch Chlopin). Zusammen mit Igor Kurtschatow, Lew Wladimirowitsch Myssowski und Lew Iljitsch Russinow entdeckte Boris Kurtschatow 1935 die Kernisomerie des Broms. 1938 wurde Boris Kurtschatow nach Verteidigung seiner Dissertation zum Kandidaten der physikalisch-mathematischen Wissenschaften promoviert. Nach Beginn des Deutsch-Sowjetischen Krieges wurde das FTI nach Kasan evakuiert.
1943 wechselte Boris Kurtschatow in das neue Moskauer Laboratorium Nr. 2 der AN-SSSR zur Entwicklung von Kernwaffen, das von seinem Bruder Igor geleitet wurde. Mit seinen Arbeiten gehörte Boris Kurtschatow zu den Begründern der Radiochemie in der UdSSR. Er wurde zum Doktor der chemischen Wissenschaften promoviert. Unter seiner Leitung wurden erste Mengen von Neptunium und Plutonium hergestellt. Untersucht wurden weitere Transurane bis zum Californium. Für viele Untersuchungen wurden die hochenergetischen Bestrahlungsmöglichkeiten im Vereinigten Institut für Kernforschung in Dubna benutzt (1949–1953). Nach Kernwaffentests untersuchte er die Kontamination der Luft, der Böden und Lebensmittel durch radioaktive Isotope sowie den Einfluss der Radionuklide auf die Biosphäre. In seinen letzten Jahren beschäftigte er sich mit Fragen der Radioökologie.
Boris Kurtschatow wurde auf dem Moskauer Nowodewitschi-Friedhof begraben.

## Ehrungen, Preise
- Leninorden
- Orden des Roten Banners der Arbeit (fünfmal)
- Stalinpreis II. Klasse (1949)
- Stalinpreis (1951)
- Leninpreis (1959)